# Sebt Gzoula
Sebt Gzoula (en arabe : سبت ݣزولة) est une ville du Maroc. Elle est située dans la région de Marrakech-Safi.

## Étymologie
Le nom provient du nom de la tribu amazighe des Guezoula.

### Sources
- (en) Sebt Gzoula sur le site de Falling Rain Genomics, Inc.